# Femmes... et femmes
Femmes... et femmes (àrab: نساء… ونساء, Nisāʾ… wa-nisāʾ) és una pel·lícula de comèdia dramàtica marroquina del 1997 dirigida per Saâd Chraïbi. La pel·lícula inaugurava una trilogia dedicada a la condició de la dona marroquina i tractava els temes de la violència domèstica i la desigualtat de gènere. En aquell moment, la pel·lícula va batre tots els rècords de taquilla del Marroc, venent 72.138 entrades en la seva primera setmana. La pel·lícula va guanyar tres premis al 5è Festival Nacional de Cinema de Casablanca.

## Argument
Zakia, Leila, Keltoum i Ghita, quatre dones de la ciutat, es retroben després d'anys de separació. La pel·lícula segueix els seus destins entrecreuats mentre lluiten per recuperar el seu estatus i lloc en la societat.

## Repartiment
- Mouna Fettou
- Fatema Khair
- Touria Alaoui
- Salima Benmoumen
- Hamid Basket
- Touria Jabrane

## Crítiques
Jean-Michel Frodon, a Le Monde, estima que «res no sembla real en aquesta pel·lícula, ni els personatges, ni el que els passa, ni tan sols el destí de les dones a la societat marroquina». Marine Landrot, a Télérama, evoca un «un manifest feminista». Philippe Azoury, a Libération, descriu la pel·lícula com «una pel·lícula política i gràcil, militant i sensual».